# Catedral de la Transfiguración (Novosibirsk)
La Catedral de la Transfiguración (en ruso: Собор Преображения Господня) es el nombre que recibe un edificio religioso de la Iglesia católica que funciona como el principal templo de la diócesis de la Transfiguración en Novosibirsk en Rusia. Fue construido entre los años 1992 y 1997 en un estilo moderno. Ofrece servicios religiosos que incluyen la misa en ruso y en polaco. La catedral se encuentra en Maxim Gorki.
Su primera etapa se completó en 1993 con el duseño del arquitecto Vladimir Borodkin pero no fue consagrada sino hasta el 10 de agosto de 1997 en presencia del Nuncio Apostólico en Rusia John Bukovsky y el obispo Joseph Werth.